# Сансет-Ейкерс (Техас)
Сансет-Ейкерс (англ. Sunset Acres) — переписна місцевість (CDP) в США, в окрузі Вебб штату Техас. Населення — 4 особи (2020).

## Географія
Сансет-Ейкерс розташований за координатами 27°47′39″ пн. ш. 99°27′24″ зх. д. / 27.79417° пн. ш. 99.45667° зх. д. (27.794165, -99.456603).  За даними Бюро перепису населення США в 2010 році переписна місцевість мала площу 0,04 км², уся площа — суходіл.

## Демографія
Згідно з переписом 2010 року, у переписній місцевості мешкали 23 особи в 7 домогосподарствах у складі 7 родин. Густота населення становила 525 осіб/км².  Було 9 помешкань (205/км²).
Расовий склад населення:
| - 100,0 % — білих |

До двох чи більше рас належало 0,0 %. Частка іспаномовних становила 87,0 % від усіх жителів.
За віковим діапазоном населення розподілялося таким чином: 17,4 % — особи молодші 18 років, 65,2 % — особи у віці 18—64 років, 17,4 % — особи у віці 65 років та старші. Медіана віку мешканця становила 47,8 року. На 100 осіб жіночої статі у переписній місцевості припадало 109,1 чоловіків;  на 100 жінок у віці від 18 років та старших — 90,0 чоловіків також старших 18 років.
Цивільне працевлаштоване населення становило 0 осіб. 